# Godescalcus (Propst)

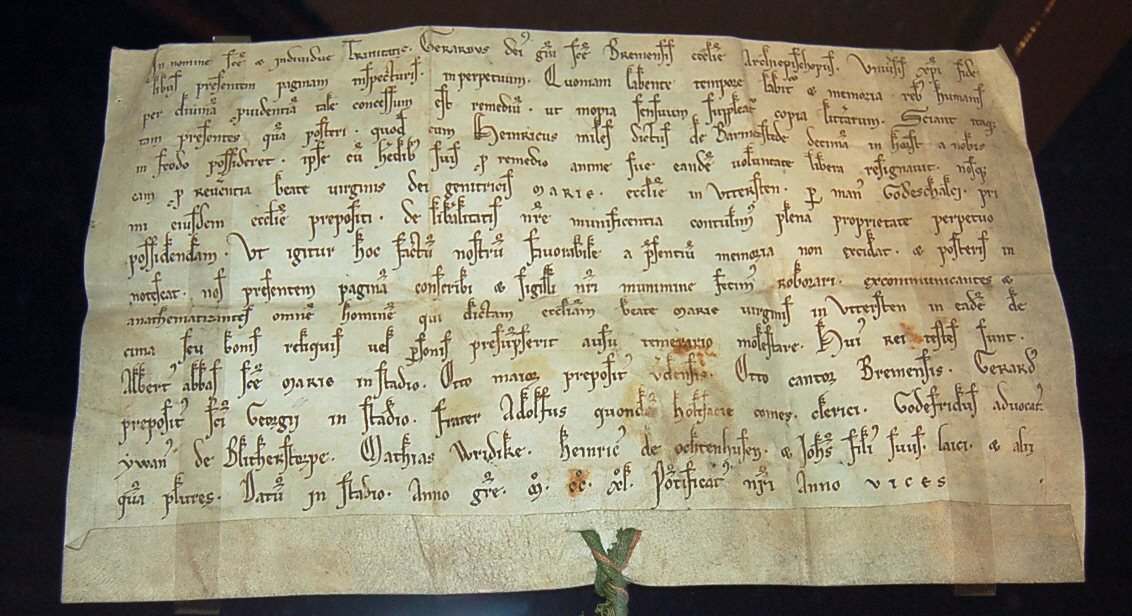
Die Schenkungsurkunde aus dem Jahr 1240

Godescalcus (auch: Godescalc, Gottschalk) (* um 1190; † um 1248) war der erste Klosterpropst des Klosters Uetersen. Er war vorher Pfarrherr in Krempe und wurde vom Ritter Heinrich II. von Barmstede aus Krempe abberufen und in das Kloster in Uetersen versetzt. 1240 wurde er erstmals in einer Schenkungsurkunde erwähnt. Dieses Amt führte er nachweislich noch bis 1242 aus. Er verstarb vermutlich um 1248, sein Nachfolger war Bruno.